# 鴫野駅
鴫野駅（しぎのえき）は、大阪府大阪市城東区鴫野西五丁目および鴫野東一丁目にある、西日本旅客鉄道（JR西日本）・大阪市高速電気軌道 (Osaka Metro) の駅である。JR西日本の駅番号は片町線（学研都市線）がJR-H40、おおさか東線がJR-F07。Osaka Metroの駅番号はI19。
所在地はJR西日本が鴫野西五丁目、Osaka Metroが鴫野東一丁目となっている。

## 乗り入れ路線
JR西日本の片町線（学研都市線）・おおさか東線と、Osaka Metroの今里筋線が乗り入れており、接続駅となっている。JRの駅は片町線を所属線とし、特定都区市内制度における「大阪市内」に属している。また、駅番号は、JRは片町線（学研都市線）が「JR-H40」、おおさか東線が「JR-F07」と設定されており、Osaka Metroは「I19」と設定されている。

## 歴史
- 1932年（昭和7年）11月1日：国有鉄道片町線の放出駅 - 京橋駅間に鴫野信号場開設[2]。
- 1933年（昭和8年）9月1日：鴫野信号場が駅に格上げされ、国有鉄道鴫野駅開業[2][3]。
- 1962年（昭和37年）：高架化。片町線で最初に高架化された駅である。
- 1982年（昭和57年）11月15日：淀川貨物線が廃止される[2]。
- 1987年（昭和62年）4月1日：国鉄分割民営化により、西日本旅客鉄道（JR西日本）の駅となる[3]。放出駅 - 吹田駅間の貨物支線（城東貨物線）の起点を当駅に変更[4]。
- 1988年（昭和63年）3月13日：路線愛称の制定により、「学研都市線」の愛称を使用開始。
- 1996年（平成8年）12月4日：自動改札機を設置し、供用開始[5]。
- 1997年（平成9年）3月8日：Jスルーを導入[6]。
- 2003年（平成15年）11月1日：ICカード「ICOCA」の利用が可能となる[7]。
- 2006年（平成18年）12月24日：大阪市営地下鉄今里筋線の駅が、同線開業と同時に設置される。
- 2011年（平成23年）
  - 3月8日：JR宝塚・JR東西・学研都市線運行管理システム導入。接近メロディ導入。
  - 8月：おおさか東線乗り入れの準備の一環として2番のりばの南側にて高架ホームの設置工事が開始される。
- 2015年（平成27年）3月29日：4番のりばの使用を開始。京橋方面のりばを4番のりばに変更し、2番のりばの使用を中止。
- 2017年（平成29年）2月4日：仮設ホームが設置され、2番のりばの使用を再開。これにより、1番のりばの使用を中止。
- 2018年（平成30年）
  - 3月17日：学研都市線に駅ナンバリングが導入され、使用を開始する。
  - 4月1日：大阪市交通局の民営化により、今里筋線の駅は大阪市高速電気軌道 (Osaka Metro) の駅となる。
  - 5月20日：3番のりばの使用を開始。四条畷・松井山手方面のりばを3番のりばに変更し、2番のりばの使用を再び中止。
  - 11月30日：この日をもってみどりの窓口の営業が終了。
  - 12月1日：みどりの券売機プラスが使用を開始。
- 2019年（平成31年）3月16日：おおさか東線の放出駅 - 新大阪駅間が開業し、乗り入れを開始[8]。開業区間と重複する鴫野駅 - 神崎川信号場間の片町線貨物支線を廃止。
- 2020年（令和2年）7月18日：商業施設「ビエラタウン鴫野」開業。同時に西口を開設。

## JR西日本
高架駅で、1階が切符売り場やコンコース、2階が乗り場となっている。かつてはみどりの窓口が存在したが、2018年11月30日に営業を終了し12月1日よりみどりの券売機プラスが稼働した。開業以来、放出寄りの東口のみに改札口があったが、2020年7月18日のビエラタウン鴫野の開業と共に西口が京橋寄りに新設された。カーブ上のため早朝・夜間の乗降時には電車とホームの間からパトランプが点灯する。
元々は相対式ホーム2面2線で、京橋・北新地方面ホームは将来的に島式ホームにも転用できる構造となっており、ホーム端の一部は転落防止のため金網で簡易的に仕切ってあるだけであった。当初はこの構造を活かし、おおさか東線乗り入れの際に2面4線でのホームを構想していたものの、用地買収を極力減らす為、現行の3面4線へと見直された。このホームより南側で2011年8月より学研都市線を2線分移転する工事が着工され、2015年3月29日に京橋・北新地・尼崎方面のりばを新設の4番のりばへ移行され、旧2番のりばは使用中止となった。また、2017年2月4日に四条畷・松井山手方面のりばは仮設ホームが設置されるうえで一時的に2番のりばへ移行され、1番のりばは使用中止となった。その後、2018年5月20日に四条畷・松井山手方面のりばは3番のりばに移行され、再び2番のりばは使用中止となった。この際、学研都市線の場内信号機と出発信号機が撤去されて停留場となり、城東貨物線との線路配線上の分岐駅は、隣の放出駅となった。
完成後、南側から新設ホーム（相対式ホーム）が学研都市線（京橋方面）、既存ホーム（島式ホームへ転用）が学研都市線（放出方面）とおおさか東線（大阪方面）、既存ホーム（相対式）がおおさか東線（放出方面）の3面4線となった。2019年3月の全線開通以降は当駅 - 放出駅間は学研都市線とおおさか東線との重複区間となり、当駅では学研都市線木津方面行きとおおさか東線大阪方面行きとで対面乗り換えが可能となっている。
直営駅であるが駅長は配置されておらず、放出駅が当駅を管理している。

### のりば
| のりば | 路線         | 方向 | 行先                   |
| ------ | ------------ | ---- | ---------------------- |
| 1      | おおさか東線 | 下り | 放出・久宝寺方面       |
| 2      | おおさか東線 | 上り | 新大阪・大阪方面       |
| 3      | 学研都市線   | 上り | 四条畷・松井山手方面   |
| 4      | 学研都市線   | 下り | 京橋・北新地・尼崎方面 |

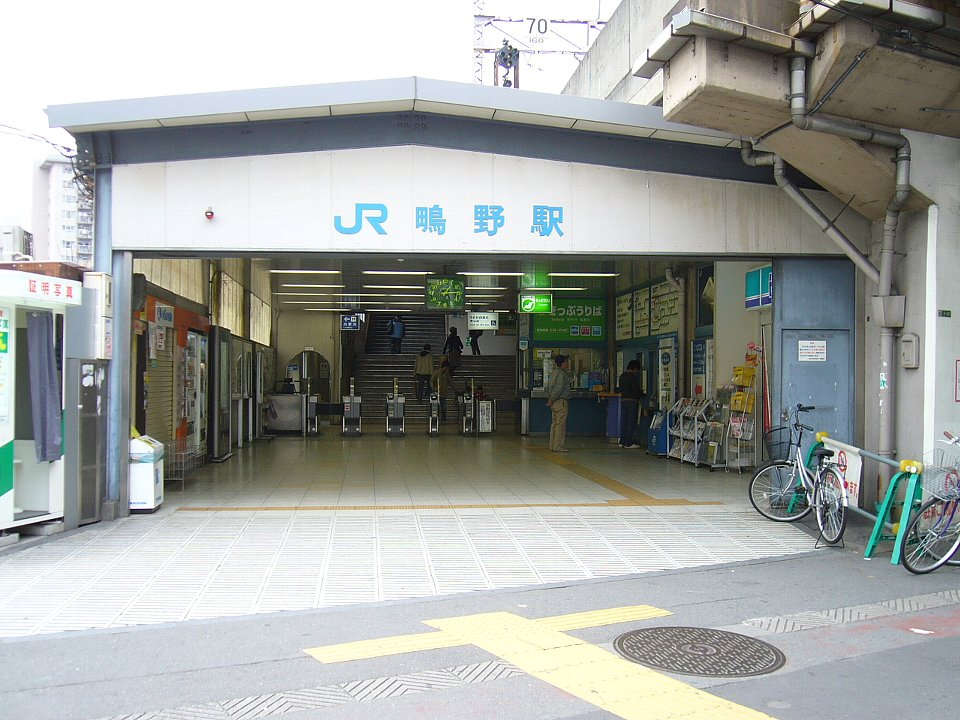
学研都市線単独駅時代の鴫野駅（2006年12月）
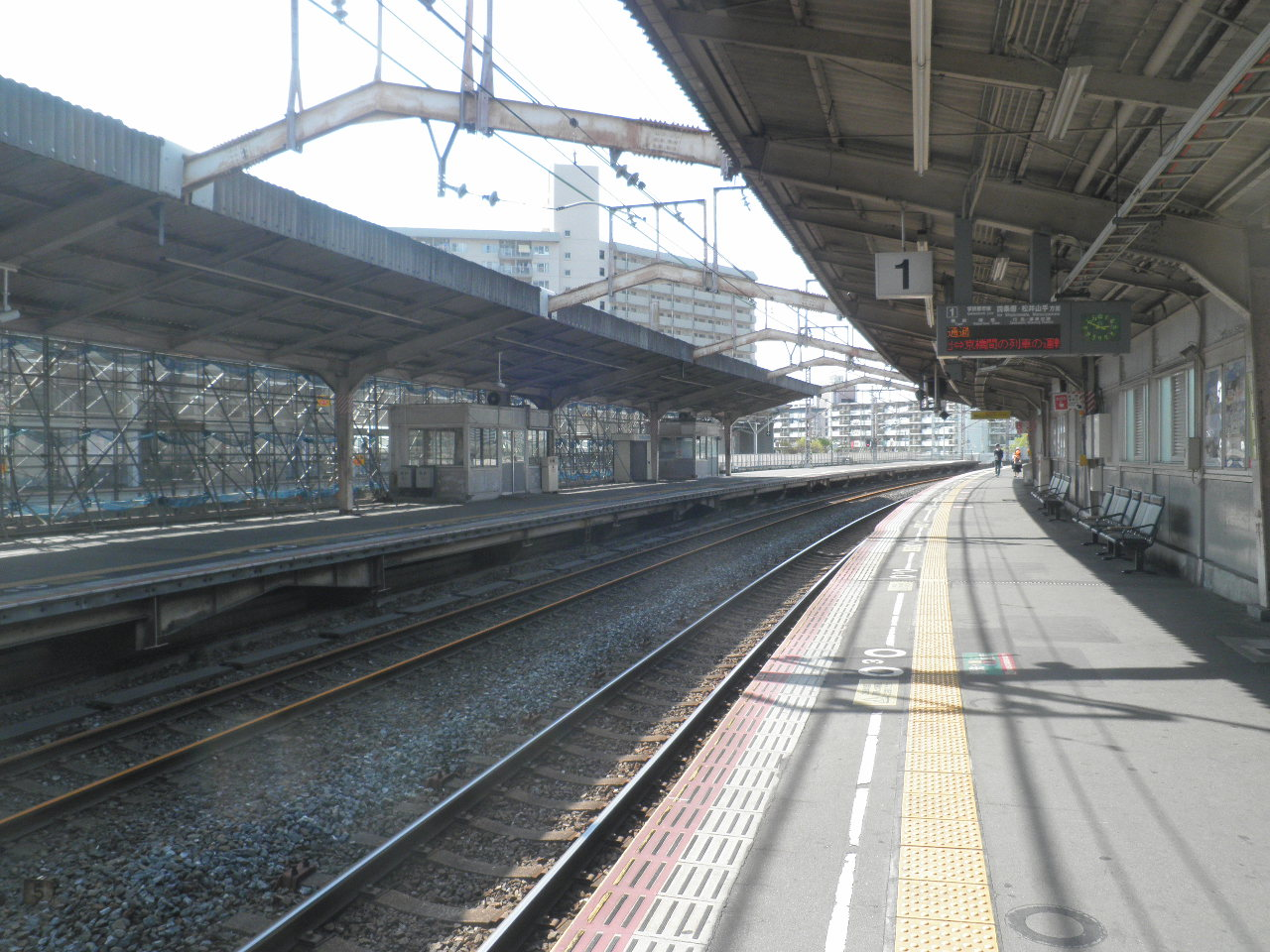
旧上り1番ホームと旧下り2番ホーム（2015年4月）
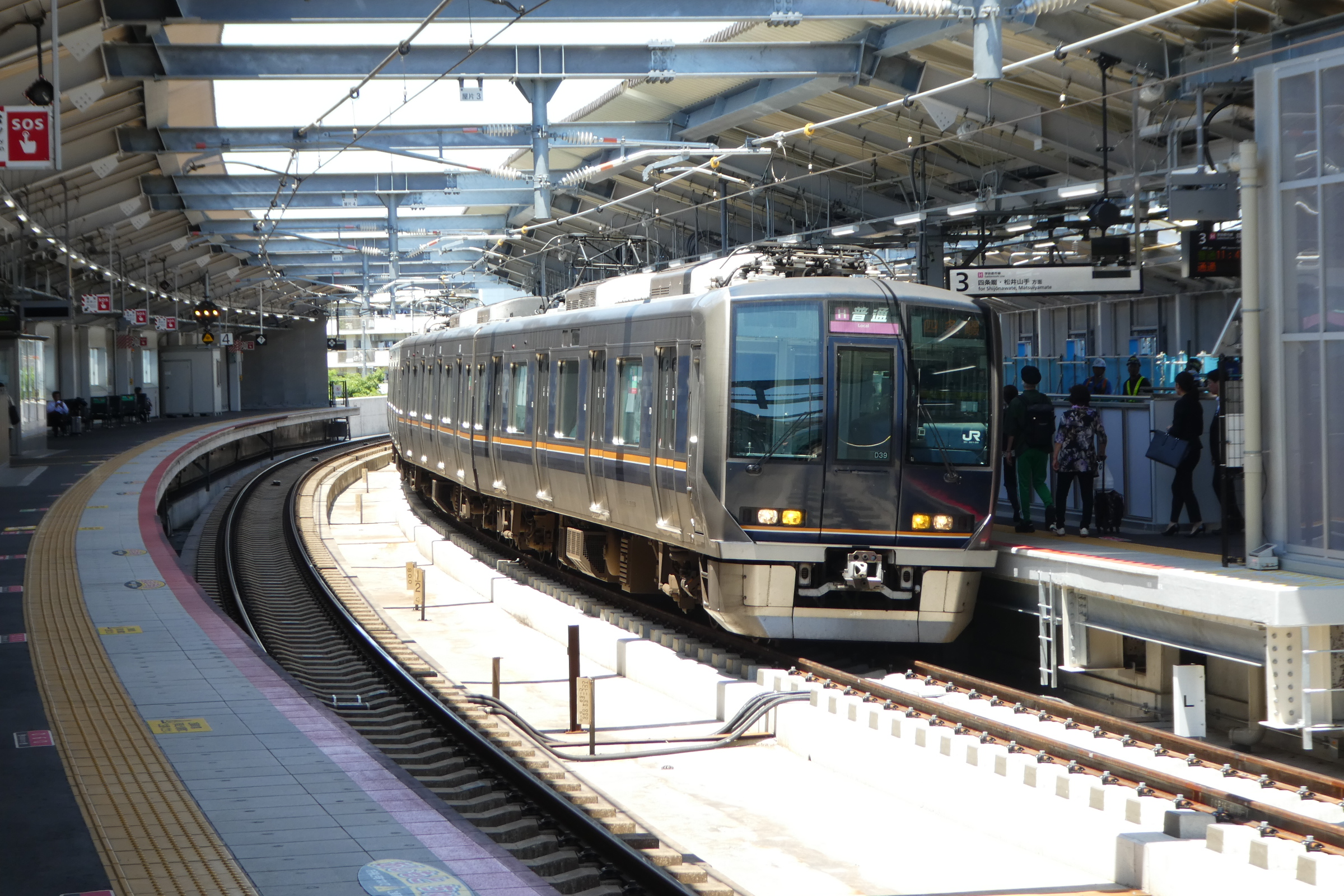
3,4番ホーム（2018年5月）
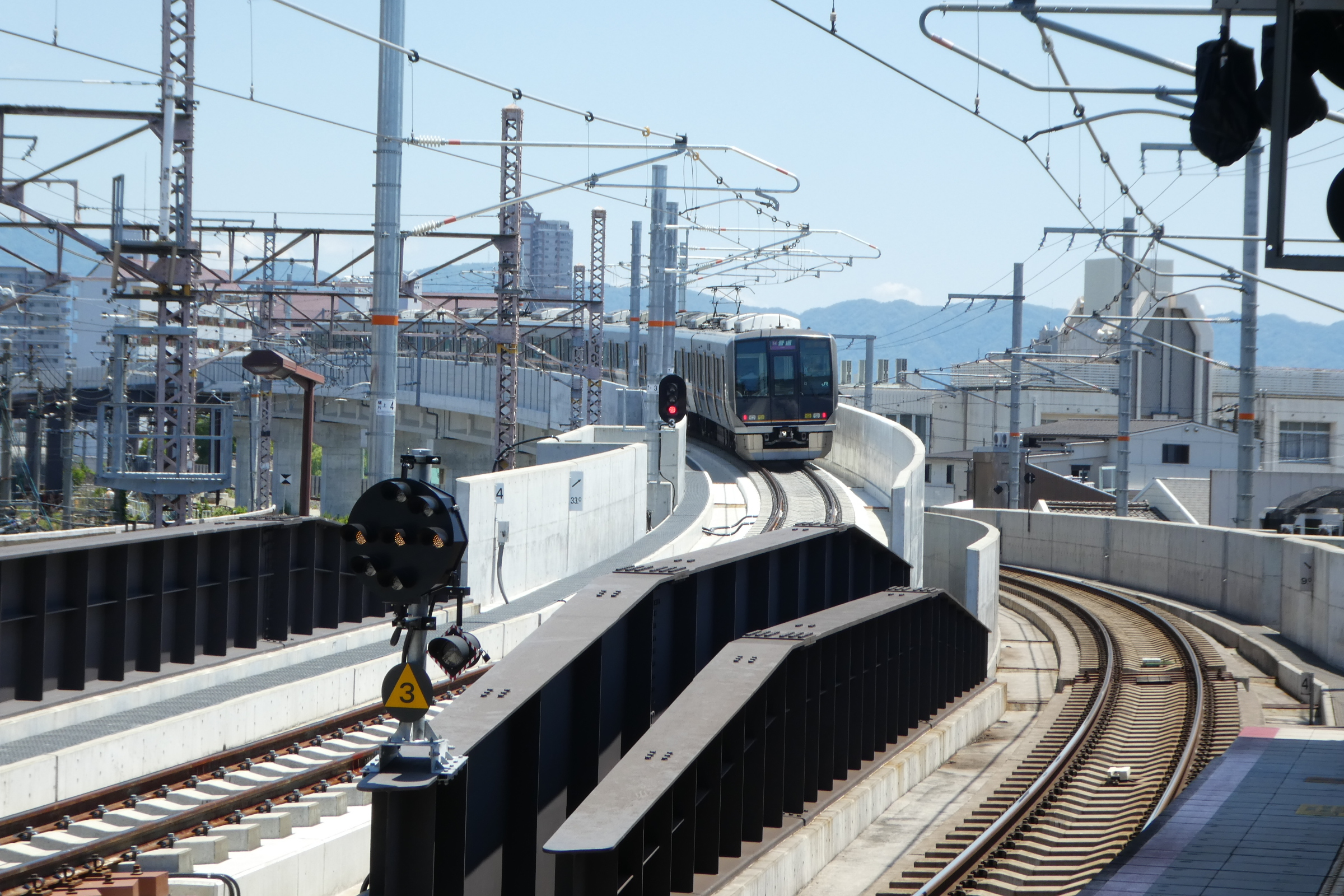
おおさか東線を乗り越える学研都市線上り線
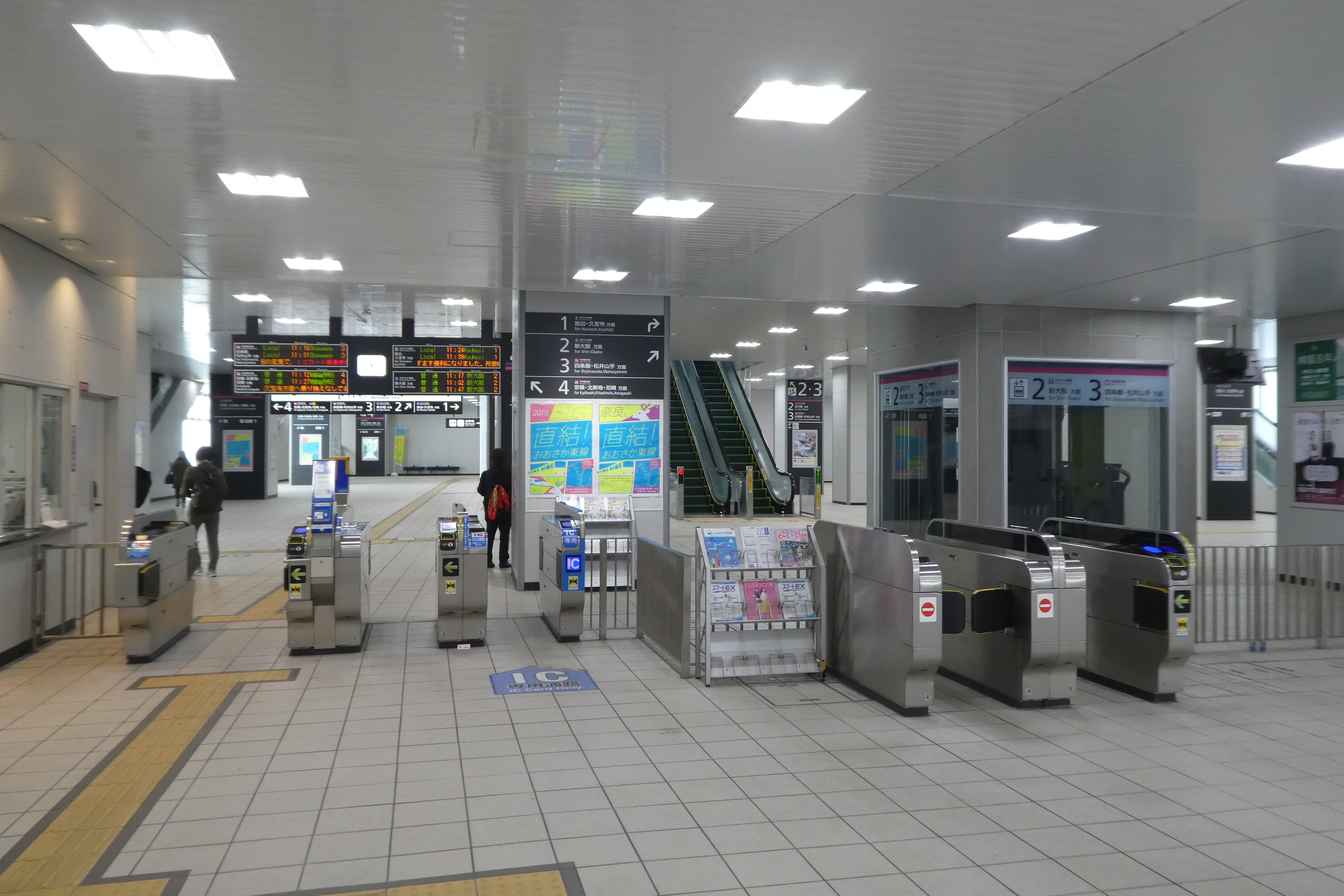
東口改札（2019年3月）
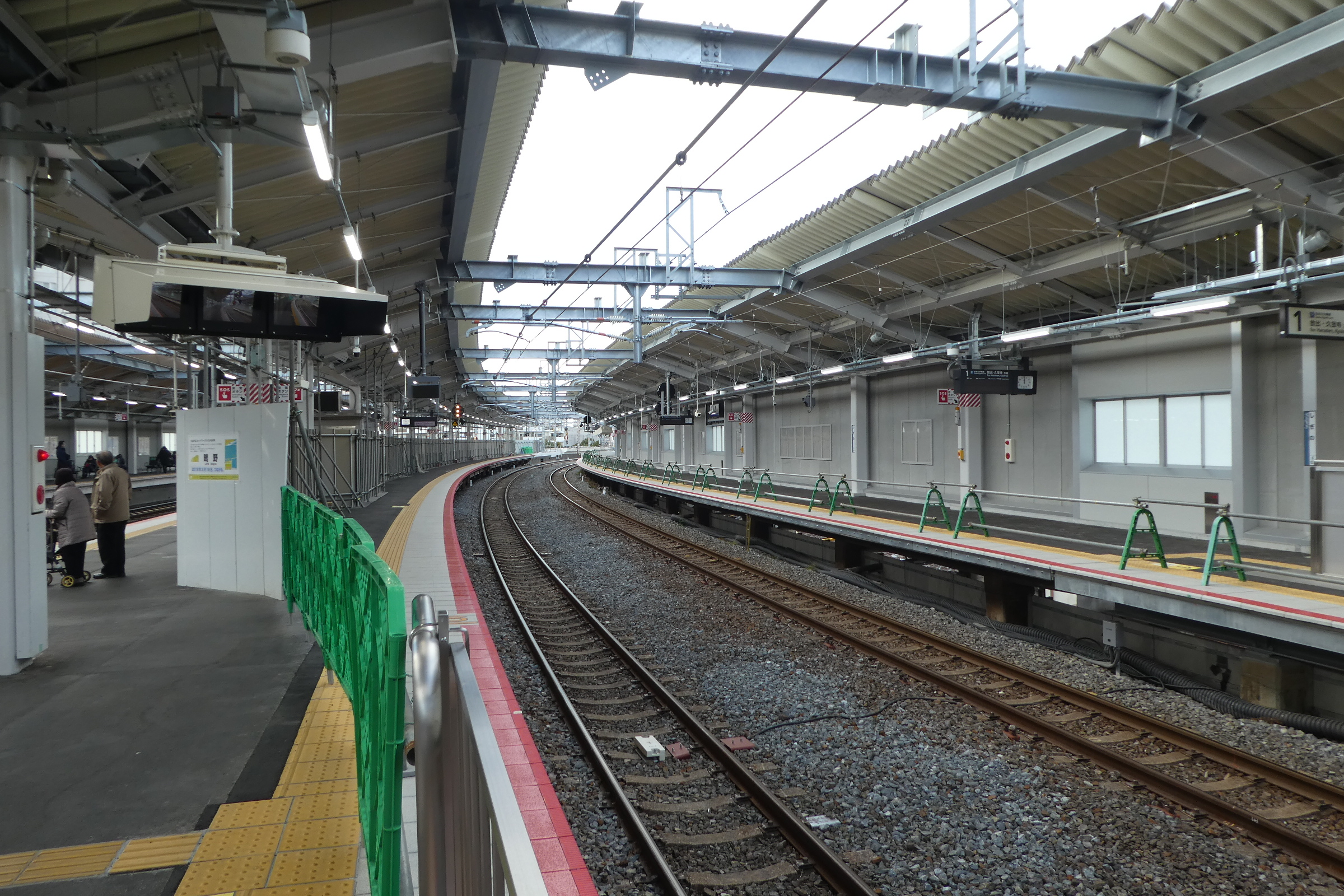
おおさか東線開業前の1, 2番のりば
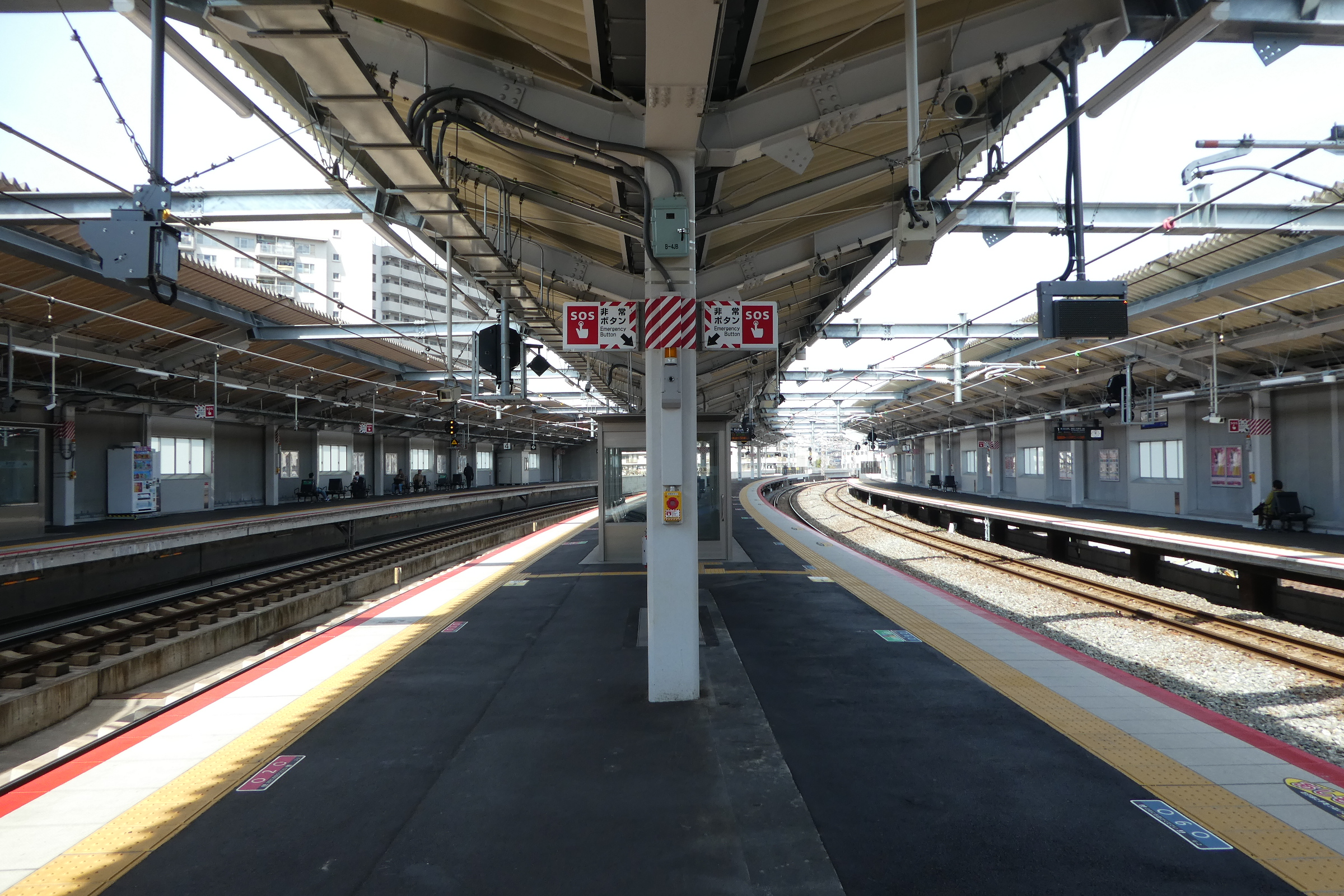
おおさか東線開業後の全ホーム（2019年3月）
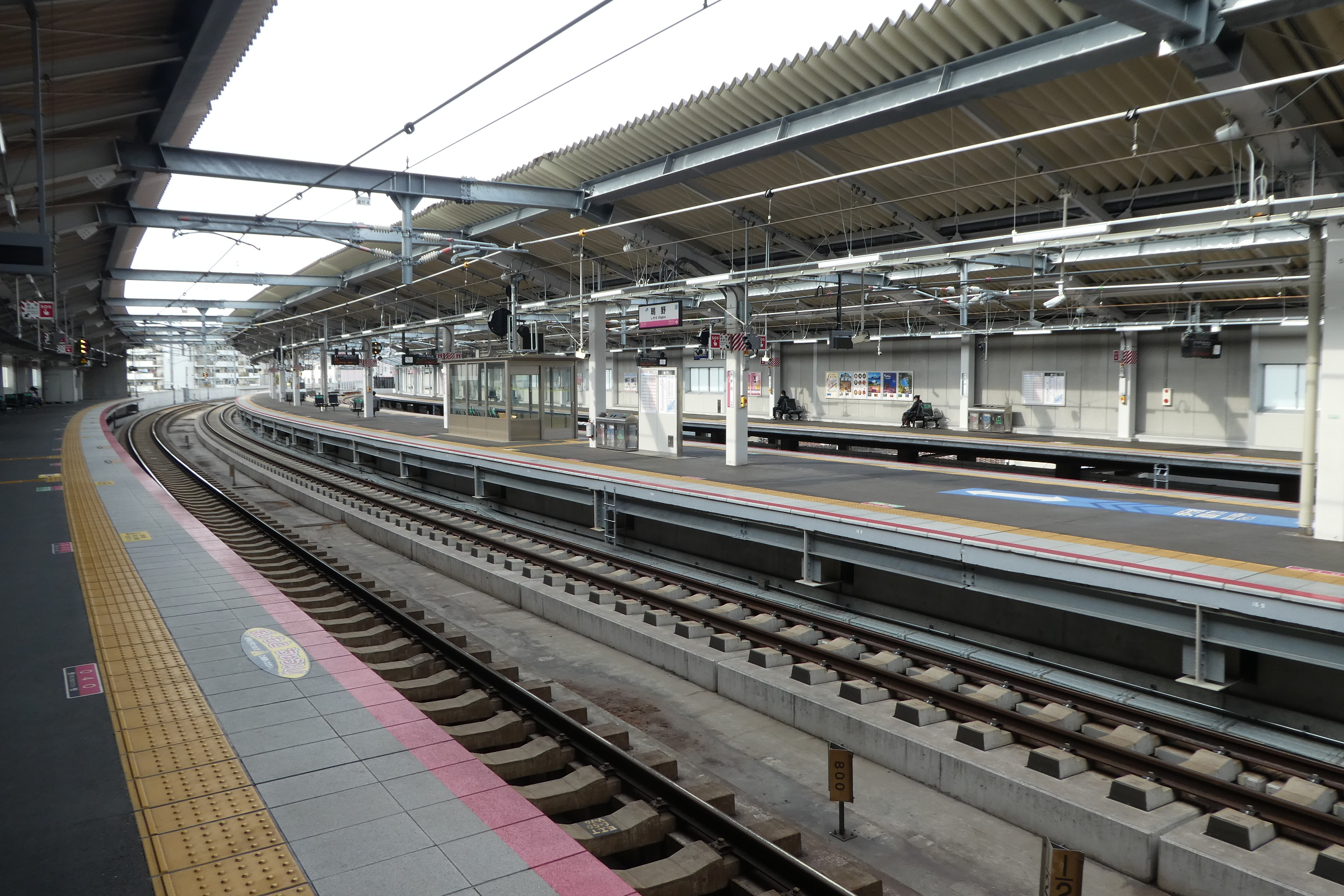
おおさか東線開業後の全ホーム（2019年3月）
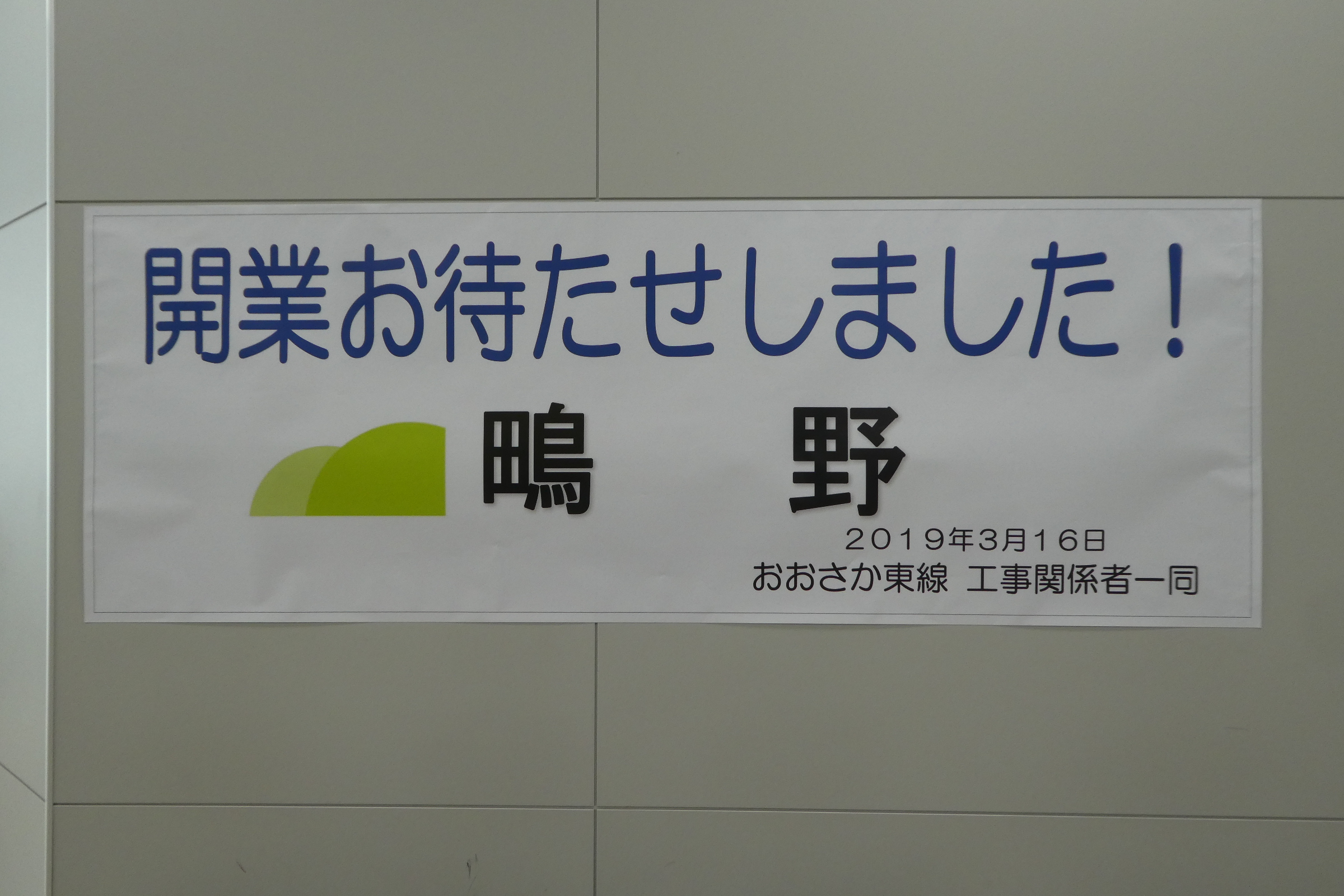
おおさか東線開業を知らせる横断幕（2019年3月）

### 配線図
|                                | ↑ おおさか東線 新大阪方面    |                                |
| ← 片町線 (学研都市線) 京橋方面 | 鴫野駅 - 放出駅 構内配線略図 | → 片町線 (学研都市線) 木津方面 |
|                                | ↓ おおさか東線 久宝寺方面    |                                |
| 凡例 出典:                     |                              |                                |

## 大阪市高速電気軌道 (Osaka Metro)
島式ホーム1面2線を持つ地下駅。出入口は3か所で、改札口は1か所のみ。1号出入口から下に降りたところに大阪市営の地下有料駐輪場がある。

### のりば
| 番線 | 路線     | 行先       |
| ---- | -------- | ---------- |
| 1    | 今里筋線 | 今里方面   |
| 2    | 今里筋線 | 井高野方面 |

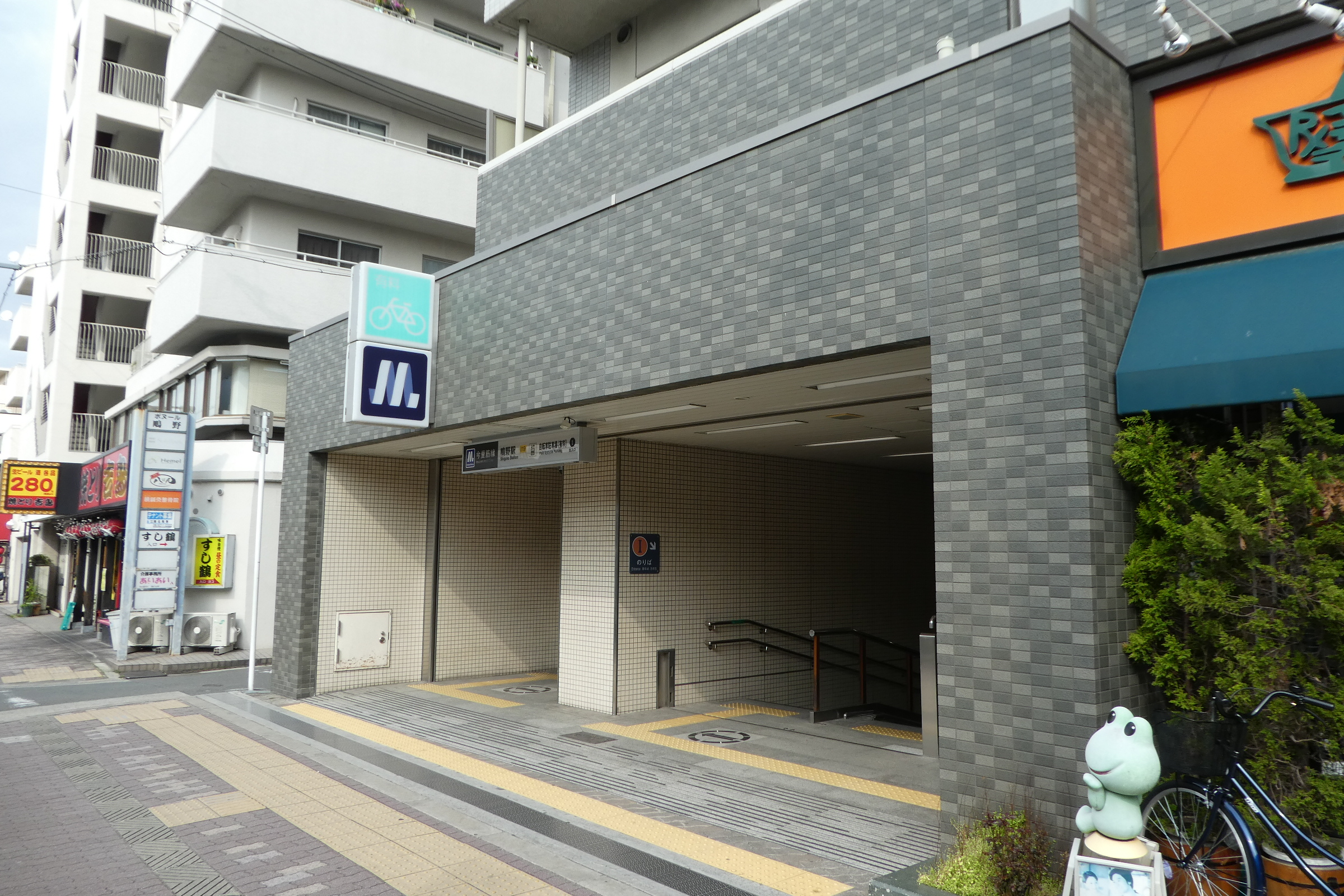
1号出入口
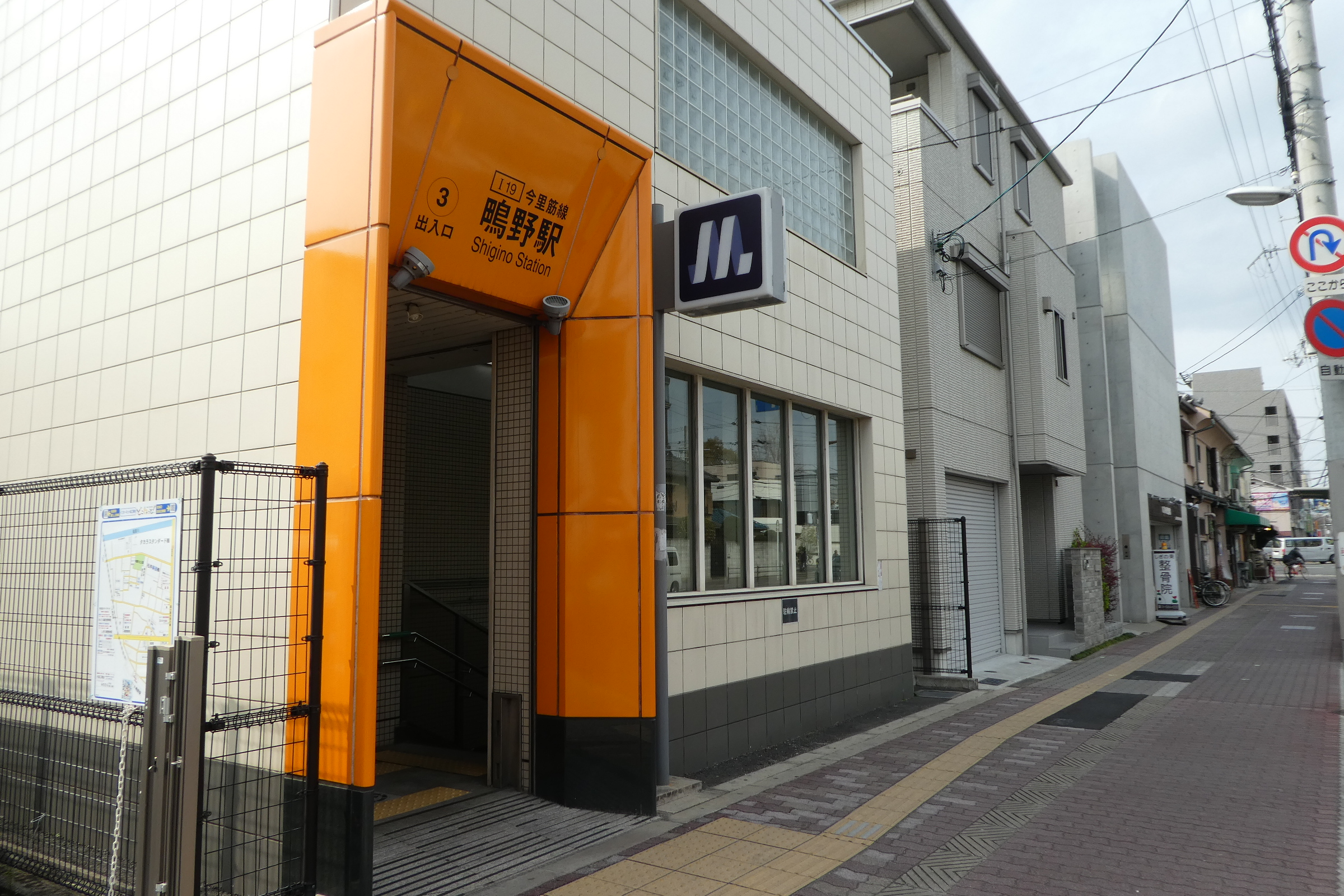
3号出入口
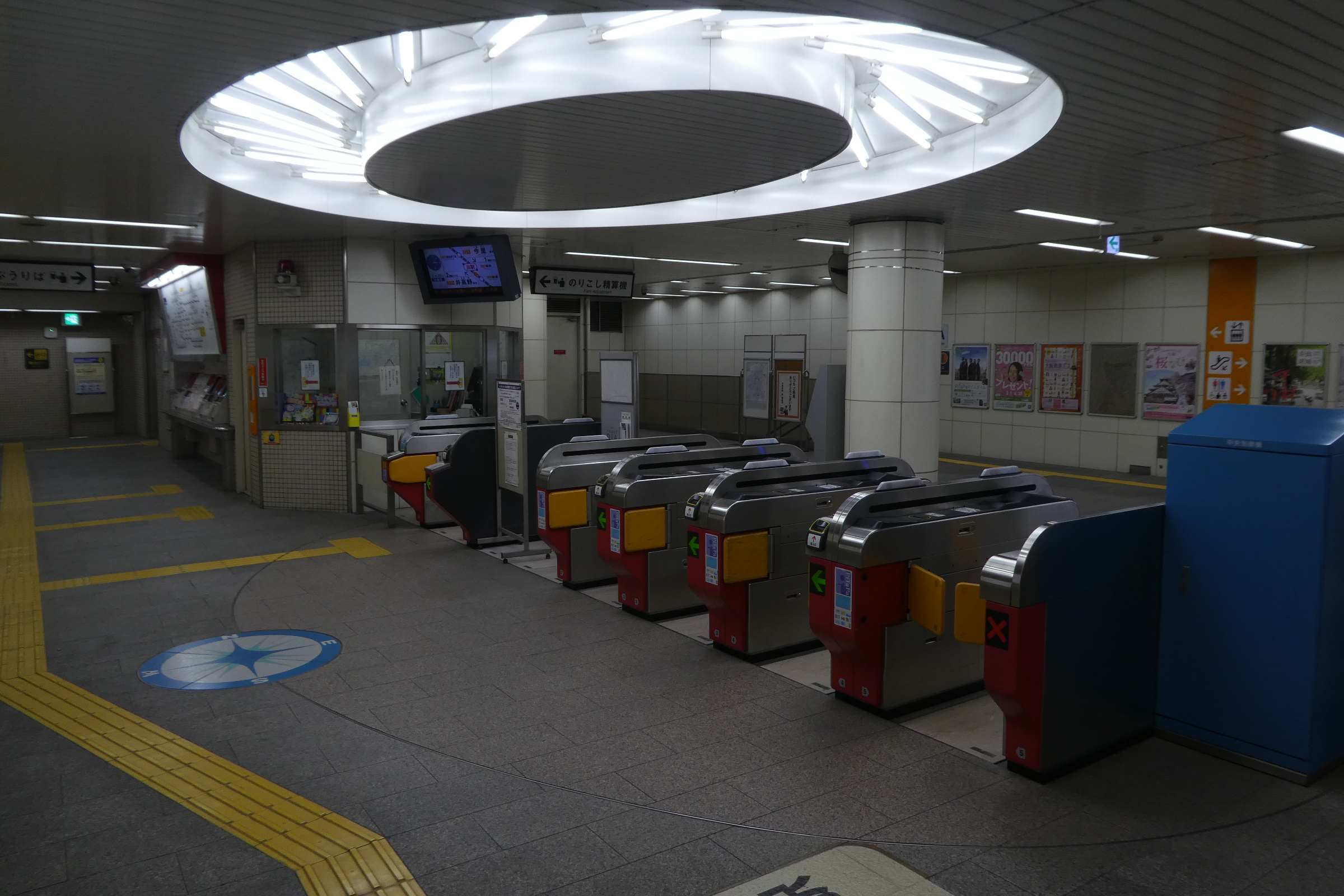
改札口
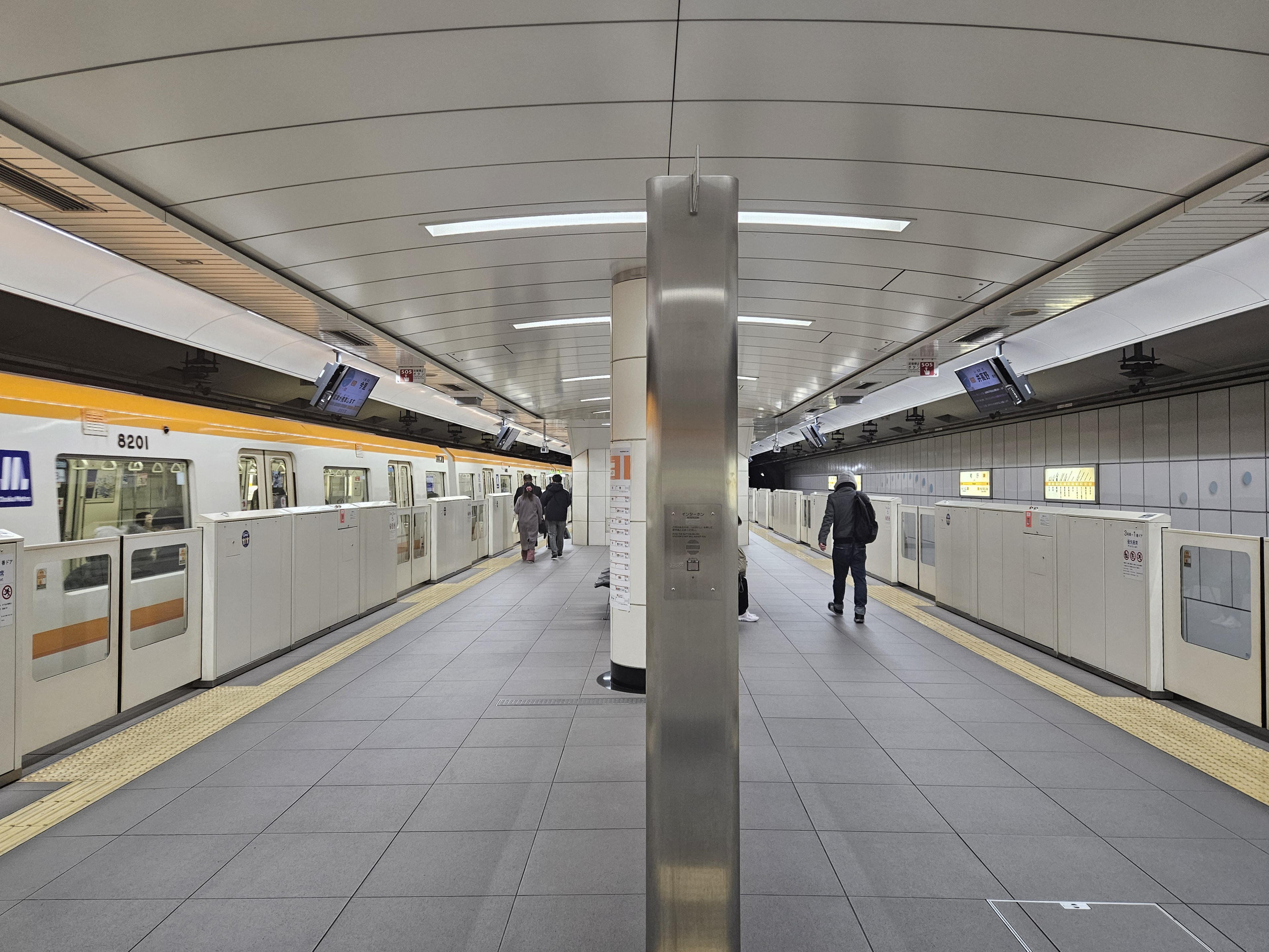
プラットホーム
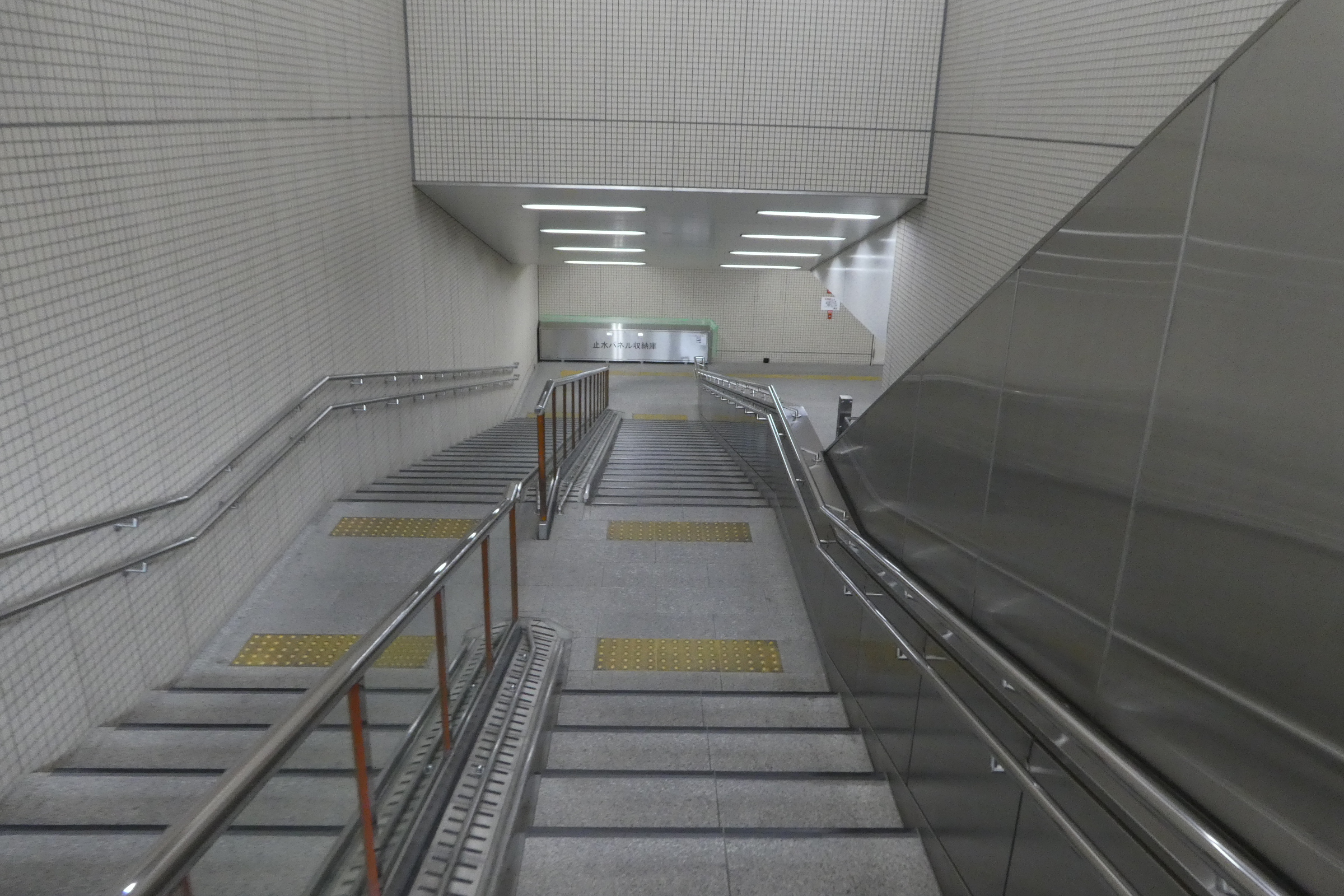
1号出入口から降りる階段。自転車を押して通れる作りになっている。
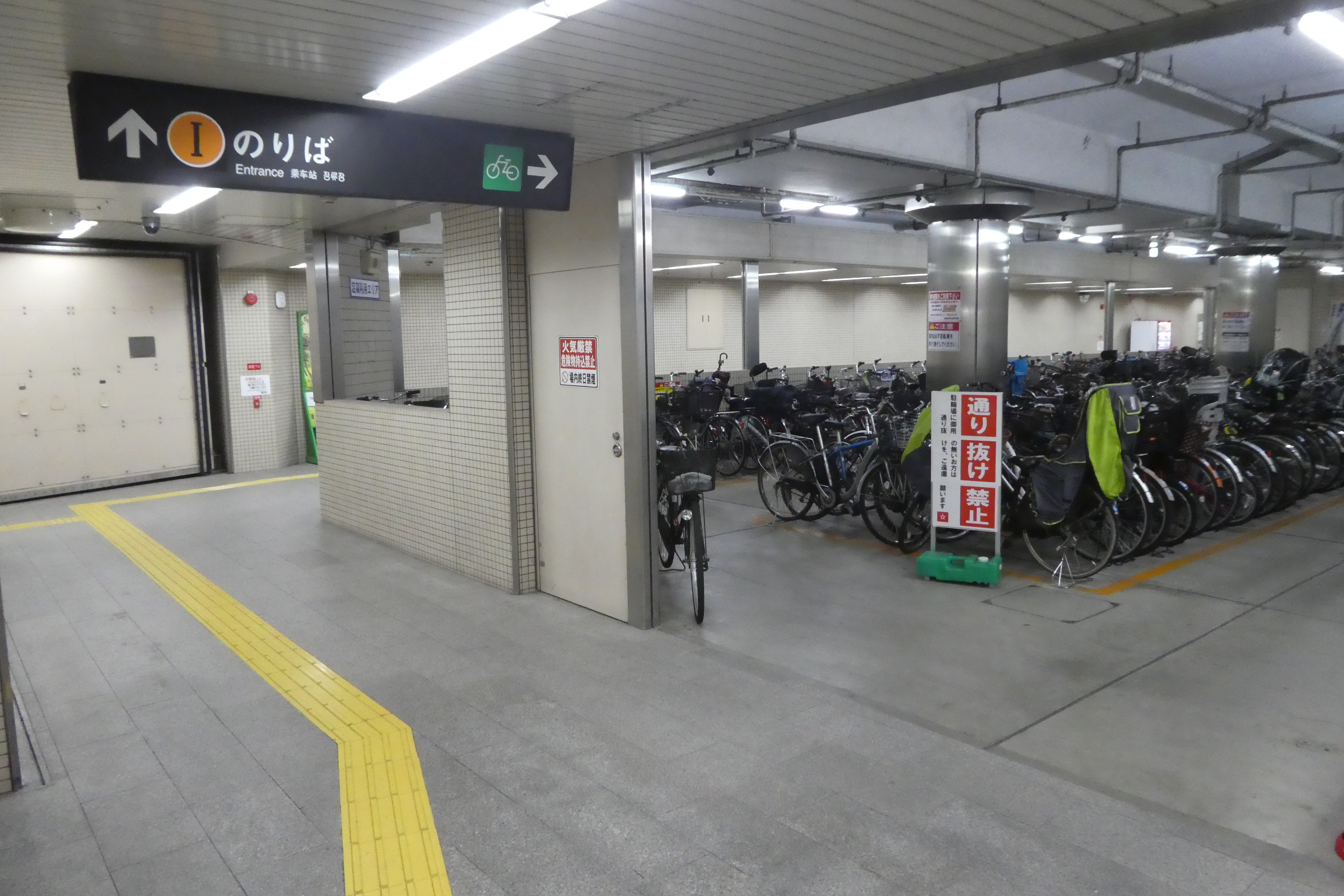
有料地下駐輪場

### 出口
| 出口番号 | 出口周辺                               | 備考             |
| -------- | -------------------------------------- | ---------------- |
| 1        | パルグレイス鴫野連絡通路               | エレベーターあり |
| 2        | 鴫野かぼくビル・JR鴫野駅・城東中央病院 | エレベーターあり |
| 3        | シティバスのりば                       |                  |

## 利用状況

### JR西日本
2023年（令和5年）度の1日平均乗車人員は11,238人である。
今里筋線開業・おおさか東線乗り入れによって利用は増加傾向。新型コロナウイルスの影響で2020年度には利用が減少したが他の駅と比べると減少率は大きくなく、コロナ後の2023年には過去最高の数値を記録している。
各年度の1日平均乗車人員は以下の通りである。
| 年度               | 1日平均 乗車人員 | 増減率 | 定期利用状況 | 定期利用状況 | 出典          |
| 年度               | 1日平均 乗車人員 | 増減率 | 1日平均      | 定期率       | 出典          |
| ------------------ | ---------------- | ------ | ------------ | ------------ | ------------- |
| 1988年（昭和63年） | 8,450            |        | 5,458        | 64.6%        | [ 大阪府 1 ]  |
| 1989年（平成元年） | 8,559            | 1.3%   | 5,539        | 64.7%        | [ 大阪府 1 ]  |
| 1990年（平成02年） | 8,747            | 2.2%   | 5,679        | 64.9%        | [ 大阪府 2 ]  |
| 1991年（平成03年） | 8,853            | 1.2%   | 5,709        | 64.5%        | [ 大阪府 3 ]  |
| 1992年（平成04年） | 8,852            | -0.0%  | 5,726        | 64.7%        | [ 大阪府 4 ]  |
| 1993年（平成05年） | 8,969            | 1.3%   | 5,780        | 64.4%        | [ 大阪府 5 ]  |
| 1994年（平成06年） | 8,834            | -1.5%  | 5,719        | 64.7%        | [ 大阪府 6 ]  |
| 1995年（平成07年） | 8,841            | 0.1%   | 5,663        | 64.1%        | [ 大阪府 7 ]  |
| 1996年（平成08年） | 8,937            | 1.1%   | 5,737        | 64.2%        | [ 大阪府 8 ]  |
| 1997年（平成09年） | 9,370            | 4.8%   | 5,976        | 63.8%        | [ 大阪府 9 ]  |
| 1998年（平成10年） | 9,446            | 0.8%   | 6,077        | 64.3%        | [ 大阪府 10 ] |
| 1999年（平成11年） | 9,121            | -3.4%  | 5,857        | 64.2%        | [ 大阪府 11 ] |
| 2000年（平成12年） | 8,991            | -1.4%  | 5,767        | 64.1%        | [ 大阪府 12 ] |
| 2001年（平成13年） | 8,929            | -0.7%  | 5,695        | 63.8%        | [ 大阪府 13 ] |
| 2002年（平成14年） | 8,713            | -2.4%  | 5,596        | 64.2%        | [ 大阪府 14 ] |
| 2003年（平成15年） | 8,739            | 0.3%   | 5,670        | 64.9%        | [ 大阪府 15 ] |
| 2004年（平成16年） | 8,497            | -2.8%  | 5,588        | 65.8%        | [ 大阪府 16 ] |
| 2005年（平成17年） | 8,405            | -1.1%  | 5,573        | 66.3%        | [ 大阪府 17 ] |
| 2006年（平成18年） | 8,307            | -1.2%  | 5,531        | 66.6%        | [ 大阪府 18 ] |
| 2007年（平成19年） | 8,711            | 4.9%   | 5,823        | 66.8%        | [ 大阪府 19 ] |
| 2008年（平成20年） | 8,827            | 1.3%   | 5,922        | 67.1%        | [ 大阪府 20 ] |
| 2009年（平成21年） | 8,786            | -0.5%  | 5,961        | 67.8%        | [ 大阪府 21 ] |
| 2010年（平成22年） | 8,824            | 0.4%   | 6,023        | 68.3%        | [ 大阪府 22 ] |
| 2011年（平成23年） | 8,864            | 0.5%   | 6,055        | 68.3%        | [ 大阪府 23 ] |
| 2012年（平成24年） | 8,909            | 0.5%   | 6,082        | 68.3%        | [ 大阪府 24 ] |
| 2013年（平成25年） | 9,109            | 2.2%   | 6,269        | 68.8%        | [ 大阪府 25 ] |
| 2014年（平成26年） | 9,134            | 0.3%   | 6,262        | 68.6%        | [ 大阪府 26 ] |
| 2015年（平成27年） | 9,461            | 3.6%   | 6,507        | 68.8%        | [ 大阪府 27 ] |
| 2016年（平成28年） | 9,617            | 1.6%   | 6,631        | 69.0%        | [ 大阪府 28 ] |
| 2017年（平成29年） | 9,878            | 2.7%   | 6,845        | 69.3%        | [ 大阪府 29 ] |
| 2018年（平成30年） | 10,064           | 1.9%   | 6,972        | 69.3%        | [ 大阪府 30 ] |
| 2019年（令和元年） | 11,062           | 9.9%   | 7,384        | 66.8%        | [ 大阪府 31 ] |
| 2020年（令和02年） | 9,264            | -16.3% | 6,483        | 70.0%        | [ 大阪府 32 ] |
| 2021年（令和03年） | 9,796            | 5.7%   | 6,762        | 69.0%        | [ 大阪府 33 ] |
| 2022年（令和04年） | 10,727           | 9.5%   | 7,232        | 67.4%        | [ 大阪府 34 ] |
| 2023年（令和05年） | 11,238           | 4.8%   | 7,503        | 66.8%        | [ 大阪府 35 ] |

### Osaka Metro
2024年11月12日の1日乗降人員は10,295人（乗車人員：5,165人、降車人員：5,130人）である。他の地下鉄路線と接続しない今里筋線の駅（7駅）では最多で、この中では唯一1万人を上回る。
各年度の特定日利用状況は下表の通り。
| 年度               | 調査日   | 乗車人員 | 降車人員 | 乗降人員 | 出典          | 出典          |
| 年度               | 調査日   | 乗車人員 | 降車人員 | 乗降人員 | メトロ        | 大阪府        |
| ------------------ | -------- | -------- | -------- | -------- | ------------- | ------------- |
| 2007年（平成19年） | 11月13日 | 3,146    | 3,086    | 6,232    |               | [ 大阪府 19 ] |
| 2008年（平成20年） | 11月11日 | 3,536    | 3,435    | 6,971    |               | [ 大阪府 20 ] |
| 2009年（平成21年） | 11月10日 | 3,909    | 3,808    | 7,717    |               | [ 大阪府 21 ] |
| 2010年（平成22年） | 11月09日 | 3,973    | 3,826    | 7,799    |               | [ 大阪府 22 ] |
| 2011年（平成23年） | 11月08日 | 4,057    | 3,988    | 8,045    |               | [ 大阪府 23 ] |
| 2012年（平成24年） | 11月13日 | 4,317    | 4,187    | 8,504    |               | [ 大阪府 24 ] |
| 2013年（平成25年） | 11月19日 | 4,370    | 4,225    | 8,595    | [ メトロ 1 ]  | [ 大阪府 25 ] |
| 2014年（平成26年） | 11月11日 | 4,360    | 4,273    | 8,633    | [ メトロ 2 ]  | [ 大阪府 26 ] |
| 2015年（平成27年） | 11月17日 | 4,502    | 4,535    | 9,037    | [ メトロ 3 ]  | [ 大阪府 27 ] |
| 2016年（平成28年） | 11月08日 | 4,598    | 4,548    | 9,146    | [ メトロ 4 ]  | [ 大阪府 28 ] |
| 2017年（平成29年） | 11月14日 | 4,879    | 4,782    | 9,661    | [ メトロ 5 ]  | [ 大阪府 29 ] |
| 2018年（平成30年） | 11月13日 | 4,639    | 4,530    | 9,169    | [ メトロ 6 ]  | [ 大阪府 30 ] |
| 2019年（令和元年） | 11月12日 | 5,056    | 4,991    | 10,047   | [ メトロ 7 ]  | [ 大阪府 31 ] |
| 2020年（令和02年） | 11月10日 | 4,432    | 4,432    | 8,864    | [ メトロ 8 ]  | [ 大阪府 32 ] |
| 2021年（令和03年） | 11月16日 | 4,669    | 4,559    | 9,228    | [ メトロ 9 ]  | [ 大阪府 33 ] |
| 2022年（令和04年） | 11月15日 | 4,803    | 4,685    | 9,488    | [ メトロ 10 ] | [ 大阪府 34 ] |
| 2023年（令和05年） | 11月07日 | 5,040    | 4,951    | 9,991    | [ メトロ 11 ] | [ 大阪府 35 ] |
| 2024年（令和06年） | 11月12日 | 5,165    | 5,130    | 10,295   | [ メトロ 12 ] |               |

## 駅周辺
JR鴫野駅の東側には今里筋がある（今里筋の地下に地下鉄鴫野駅が設置されている）。
- 城東鴫野東郵便局
- 城東新喜多東郵便局
- 城東中央病院
- ボバース記念病院
- 大阪市立城東小学校
- 大阪市立鴫野小学校
- 大阪市立城陽中学校
- コノミヤ鴫野店
- ビエラタウン鴫野
- 南鴫野商店街
- 日本圧着端子製造本社
- タカラスタンダード本社
- 大日寺
- 八劔神社
- 鴫野・今福古戦場碑

## バス路線
大阪シティバスの路線が発着する。
- 鴫野駅前
  - 35号系統：杭全/守口車庫前
- 鴫野
  - 35号系統：杭全/守口車庫前
  - 46号系統：天満橋/焼野

## 隣の駅
西日本旅客鉄道（JR西日本）
 学研都市線（片町線）
■快速・■区間快速
通過
■普通
放出駅 (JR-H39) - 鴫野駅 (JR-H40) - 京橋駅 (JR-H41)
 おおさか東線
■直通快速
通過
■普通
JR野江駅 (JR-F06) - 鴫野駅 (JR-F07) - 放出駅 (JR-F08)
大阪市高速電気軌道（Osaka Metro）
 今里筋線
蒲生四丁目駅 (I18) - 鴫野駅 (I19) - 緑橋駅 (I20)
- ( ) 内は駅番号を示す。

### かつて存在した路線
日本国有鉄道
片町線貨物支線（淀川貨物線）
放出駅 - 鴫野駅 - （貨）淀川駅
西日本旅客鉄道（JR西日本）
片町線貨物支線（城東貨物線）
鴫野駅 - 巽信号場 - 都島信号場 - 神崎川信号場
- 線路設備の大半は現在のおおさか東線として存置。
- 打消線は事業廃止前に廃止された信号場。

### 記事本文